# Jurij Possochow
Jurij Mychajlowytsch Possochow (ukrainisch Юрій Михайлович Посохов, russisch Юрий Михайлович Посохов Juri Michailowitsch Possochow; * 20. Juli 1964 in Woroschylowhrad, Ukrainische SSR, Sowjetunion) ist ein ukrainisch-russischer Ballett-Tänzer und Choreograph.

## Karriere
Jurij Possochow absolvierte 1982 die Moskauer Ballettschule bei Pjotr Pestow und wurde an die Balletttruppe des Bolschoi-Theaters engagiert. Er nahm an der Premiere des ersten Balanchine-Balletts am Bolschoi (Der verlorene Sohn von Sergei Prokofjew in der Titelrolle) teil.
Im Jahr 1992 unterzeichnete er einen Vertrag mit Den Kongelige Ballet Kopenhagen. Ein Jahr später wurde er für den Part des Prinzen Désiré in Dornröschen (Choreographie Helgi Tómasson) in die Truppe des San Francisco Ballet eingeladen. Von 1994 bis 2006 war er Chef dieser Truppe.
Im Jahr 1999 organisierte er eine Tournee ihrer Tänzer durch Russland. Das Programm fand unter dem Titel „Ballett ohne Grenzen“ statt.
Seit Ende der 1990er Jahre ist er als Choreograph tätig. Seine jüngste Arbeit am Bolschoi-Theater (Juli 2017) war ein gemeinsam mit Kirill Serebrennikow erarbeitetes Ballett über die Persönlichkeit von Rudolf Nurejew, das jedoch vor der Uraufführung vom Direktor des Theaters – Wladimir Urin – abgesetzt wurde.

## Repertoire (Auswahl)
- Prinz Siegfried (Schwanensee von Tschaikowsky, Choreographie: Juri Grigorowitsch)
- Prinz Desire (Dornröschen von Tschaikowsky, Choreographie: Juri Grigorowitsch)
- Prinz (Der Nussknacker von Tschaikowsky, Choreographie: Juri Grigorowitsch)
- Graf Albert (Giselle von Adolphe Adam, Choreographie: Juri Grigorowitsch)
- Solist (Les Sylphides Choreographie: Michail Fokine)
- Titelrolle (Cyrano de Bergerac von Marius Constant, Choreographie: Roland Petit)
- Titelrolle (Romeo und Julia von Prokofjew und Choreographie: Juri Grigorowitsch)